# Eenpartijstelsel
Een eenpartijstelsel is een partijstelsel waarbij er in een staat maar één politieke partij is toegestaan, de eenheidspartij, dit in tegenstelling tot een meerpartijenstelsel. Oppositiepartijen zijn dus verboden of minstens uitgesloten van verkiezingen. In een variant zijn er wel één of meer bevriende oppositiepartijen toegestaan, maar kunnen die nooit de absolute meerderheid van de quasi-eenheidspartij bedreigen, zoals in communistisch Polen het geval was met een boerenpartij. Het systeem komt neer op een brede oligarchie van partijleden op alle politieke niveaus.
Een eenpartijstelsel mag niet worden verward met een stelsel waarin één partij feitelijk dominant is, maar niet op basis van een constitutioneel voorrecht. Dit stabiel stelsel komt nog steeds vrij veel voor, ook in landen die als democratisch worden beschouwd.
Staten met een eenpartijstelsel zijn eenpartijstaten. In het verleden waren er vrij veel eenpartijstaten, tegenwoordig zijn zij in de minderheid. Fascistische staten, communistische staten en andere dictaturen, maar soms ook democratieën hadden in het verleden een eenpartijstelsel. Het meest gebruikte argument voor de invoer van een eenpartijstelsel is dat meerpartijenstelsels zouden zorgen voor partijschappen en verdeeldheid, terwijl het eenpartijstelsel zou zorgen voor harmonie, eenstemmigheid en de besluitvorming zou bevorderen.
Vergeleken met andere dictaturen houden eenpartijstaten het vaak opvallend lang uit. Dit komt vooral doordat niet alle macht is geconcentreerd bij een persoon, waarmee de dictatuur valt of staat. De partij die het langste aan de macht is gebleven was de True Whig Party in Liberia, die 103 jaar ononderbroken aan het roer heeft gestaan, van 1877 tot 1980, gevolgd door de Communistische Partij van de Sovjet-Unie, die het 74 jaar heeft uitgehouden. De Institutioneel Revolutionaire Partij in Mexico heeft 71 jaar geregeerd en de Mongoolse Revolutionaire Volkspartij 68 jaar.

## Staten met een eenpartijstelsel
Onderstaande tabel somt de landen op met een eenpartijstelsel.
| Vlag                                                                            | Naam Land                                  | Naam Partij                                                                                     | Ideologie                                                   |
| ------------------------------------------------------------------------------- | ------------------------------------------ | ----------------------------------------------------------------------------------------------- | ----------------------------------------------------------- |
|                                                                                 | China                                      | Communistische Partij van China (Verenigd Front)                                                | Marxisme-leninisme, Socialisme met Chinese karakteristieken |
|                                                                                 | Republiek Cuba                             | Communistische Partij van Cuba                                                                  | Marxisme-leninisme                                          |
|                                                                                 | Staat Eritrea                              | Volksfront voor democratie en rechtvaardigheid                                                  | Nationalisme                                                |
|                                                                                 | Democratische Volksrepubliek Korea         | Koreaanse Arbeiderspartij (lid van het Democratisch Front voor de Hereniging van het Vaderland) | Juche                                                       |
|                                                                                 | Democratische Volksrepubliek Laos          | Laotiaanse Revolutionaire Volkspartij (Laotiaans Front voor Nationale Opbouw)                   | Marxisme-leninisme                                          |
|                                                                                 | Sahrawi Arabische Democratische Republiek1 | Polisario                                                                                       | Nationalisme                                                |
|                                                                                 | Socialistische Republiek Vietnam           | Communistische Partij van Vietnam (Vaderlands Front)                                            | Marxisme-leninisme, nationalisme                            |
| 1 Beter bekend als de Westelijke Sahara en is een staat met beperkte erkenning. |                                            |                                                                                                 |                                                             |

## Staten met een dominerende partij
Een onderstaande tabel van landen met een dominerende partij.
| Naam Land     | Naam Partij                                                             |
| ------------- | ----------------------------------------------------------------------- |
| Angola        | Volksbevrijdings Front van Angola- Partij van de Arbeid (MPLA)          |
| Azerbeidzjan  | Nieuwe Azerbeidzjaanse Partij (YAP)                                     |
| Georgië       | Georgische Droom (GD)                                                   |
| Guinee-Bissau | Afrikaanse Partij voor de Onafhankelijkheid van Guinee-Bissau (PAIGC)   |
| Hongarije     | Fidesz                                                                  |
| Jemen         | Algemene Volkscongres                                                   |
| Kaapverdië    | Afrikaanse Partij voor de Onafhankelijkheid van Kaapverdië (PAIGC)      |
| Kazachstan    | Noer Otan                                                               |
| Mozambique    | Mozambikaans Bevrijdingsfront (FRELIMO)                                 |
| Rusland       | Verenigd Rusland                                                        |
| Seychellen    | Progressief Volksfront van de Seychellen                                |
| Singapore     | People's Action Party (PAP)                                             |
| Syrië         | Ba'ath-partij (lid van het Nationale Progressieve Front)                |
| Tadzjikistan  | Volksdemocratische Partij van Tadzjikistan                              |
| Tanzania      | Chama Cha Mapinduzi                                                     |
| Togo          | Rassemblement du Peuple Togolais                                        |
| Turkije       | Partij voor Rechtvaardigheid en Ontwikkeling (AKP)                      |
| Turkmenistan  | Democratische Partij van Turkmenistan (TDP)                             |
| Zimbabwe      | Zimbabwaanse Afrikaanse Nationale Unie – Patriottisch Front (ZANU - PF) |
| Zuid-Afrika   | Afrikaans Nationaal Congres (ANC)                                       |

## Landen met eenpartijstelsels in het verleden
Onvolledige tabel met historische en huidige landen die een eenpartijstelsel kenden.
| Naam land                       | Periode           | Partij                                                                 |
| ------------------------------- | ----------------- | ---------------------------------------------------------------------- |
| Afghanistan                     | 1975 - 1978       | Nationale Revolutionaire Partij                                        |
| Afghanistan                     | 1978 - 1990       | Democratische Volkspartij van Afghanistan (Nationaal Vaderlands Front) |
| Albanië                         | 1946 - 1991       | Albanese Arbeiderspartij (Democratisch Front)                          |
| Algerije                        | 1962 - 1989       | Front de libération nationale                                          |
| Angola                          | 1975 - 1991       | Volksbeweging voor de Bevrijding van Angola                            |
| Azerbeidzjaanse Volksregering   | 1945 - 1946       | Azerbeidzjaanse Democratische Partij                                   |
| Bangladesh                      | 1975              | Bangladesh Krishak Sramik Awami League                                 |
| Benin                           | 1975 - 1990       | Revolutionaire Volkspartij van Benin                                   |
| Protectoraat Bohemen en Moravië | 1939 - 1945       | Národní souručenství                                                   |
| Bulgarije                       | 1946 - 1989       | Bulgaarse Communistische Partij (Vaderlands Front)                     |
| Burkina Faso                    | 1989 - 1991       | Organization for Popular Democracy – Labour Movement                   |
| Burma                           | 1962 - 1988       | Burmese Socialistische Programma Partij                                |
| Burundi                         | 1964 - 1992       | Unie voor de Vooruitgang                                               |
| Cambodja                        | 1975 - 1979       | Communistische Partij van Kampuchea (Rode Khmer)                       |
| Cambodja                        | 1979 - 1991       | Revolutionaire Volkspartij van Kampuchea (Verenigd Front)              |
| Centraal-Afrikaanse Republiek   | 1962 - 1976       | Beweging voor de Sociale Evolutie van Zwart Afrika                     |
| Centraal-Afrikaans Keizerrijk   | 1976 - 1979       | Beweging voor de Sociale Evolutie van Zwart Afrika                     |
| Republiek China/Taiwan          | 1928 - 1990       | Kwomintang                                                             |
| Comoren                         | 1982 - 1990       | Union Comorienne pour le Progrès                                       |
| Congo-Brazzaville               | 1963              | Union démocratique pour la défense des intérêts africains              |
| Congo-Brazzaville               | 1964 - 1969       | Mouvement national de la révolution                                    |
| Congo-Brazzaville               | 1969 - 1990       | Congolese Partij van de Arbeid                                         |
| Dahomey                         | 1961 - 1963       | Parti Dahoméen de l'Unité                                              |
| Dahomey                         | 1963 - 1965       | Parti Démocratique Dahoméen                                            |
| Djibouti                        | 1977 - 1991       | Rassemblement populaire pour le Progrès                                |
| Duitsland                       | 1934 - 1945       | Nationaalsocialistische Duitse Arbeiderspartij                         |
| Duitse Democratische Republiek  | 1949 - 1989       | Sozialistische Einheitspartei Deutschlands (Nationaal Front)           |
| Egypte                          | 1962 - 1978       | Arabische Socialistische Unie                                          |
| Equatoriaal-Guinea              | 1970 - 1979       | Partido Único Nacional de los Trabajadores                             |
| Equatoriaal-Guinea              | 1987 - 1991       | Partido Democrático de Guinea Ecuatorial                               |
| Estland                         | 1935 - 1940       | Isamaaliit                                                             |
| Ethiopië                        | 1984 - 1990       | Arbeiderspartij van Ethiopië                                           |
| Gabon                           | 1968 - 1991       | Parti Démocratique Gabonais                                            |
| Ghana                           | 1964 - 1966       | Convention People's Party                                              |
| Grenada                         | 1979 - 1983       | New Jewel Movement                                                     |
| Guinee                          | 1960 - 1984       | Parti démocratique de guinée                                           |
| Guinee-Bissau                   | 1974 - 1991       | Partido Africano da Independência de Guiné e Cabo Verde                |
| Haïti                           | 1957 - 1985       | Parti de l'unité nationale                                             |
| Hongarije                       | 1944 - 1945       | Pijlkruisers                                                           |
| Hongarije                       | 1948 - 1990       | Hongaarse Socialistische Arbeiderspartij (Patriottisch Volksfront)     |
| Indonesië                       | c. 1969 - c. 1998 | Golkar                                                                 |
| Irak                            | 1964 - 1968       | Arabische Socialistische Unie                                          |
| Irak                            | 1968 - 2003       | Ba'ath-partij (Nationale Progressieve Front)                           |
| Iran                            | 1975 - 1978       | Herrijzenispartij                                                      |
| Iran                            | 1981 - 1987       | Islamitische Republikeinse Partij                                      |
| Italië                          | 1928 - 1943       | Partito Nazionale Fascista                                             |
| Italië                          | 1943 - 1945       | Partito Fascista Repubblicano                                          |
| Ivoorkust                       | 1960 - 1990       | Parti démocratique de la Côte d'Ivoire                                 |
| Japan                           | 1940 - 1945       | Taisei Yokusankai                                                      |
| Joegoslavië                     | 1945 - 1990       | Joegoslavische Communistenbond                                         |
| Kameroen                        | 1966 - 1985       | Union nationale camérounaise                                           |
| Kameroen                        | 1985 - 1990       | Rassemblement démocratique du peuple camerounais                       |
| Kenia                           | 1982 - 1991       | Keniaanse Afrikaanse Nationale Unie                                    |
| Kroatië                         | 1941 - 1945       | Ustašabeweging                                                         |
| Liberia                         | 1878 - 1980       | True Whig Party                                                        |
| Libië                           | 1971 - 1977       | Arabische Socialistische Unie                                          |
| Litouwen                        | 1927 - 1940       | Lietuvių tautininkų sąjunga                                            |
| Madagaskar                      | 1976 - 1990       | Action pour la Renaissance de Madagascar                               |
| Republiek Mahabad               | 1946              | Koerdische Democratische Partij                                        |
| Malawi                          | 1964 - 1993       | Malawi Congress Party                                                  |
| Mali                            | 1960 - 1968       | Union soudanaise-Rassemblement démocratique africain                   |
| Mali                            | 1976 - 1991       | Union démocratique du peuple malien                                    |
| Mantsjoekwo                     | 1932 - 1945       | Concordia Associatie                                                   |
| Mauritanië                      | 1961 - 1978       | Mauritaanse Volkspartij                                                |
| Mongolië                        | 1921 - 1990       | Mongoolse Revolutionaire Volkspartij                                   |
| Mozambique                      | 1975 - 1990       | Bevrijdingsfront van Mozambique                                        |
| Nederland                       | 1942 - 1945       | Nationaal-Socialistische Beweging                                      |
| Niger                           | 1960 - 1974       | Progressieve Partij van Niger                                          |
| Niger                           | 1989 - 1991       | Nationale Beweging voor de Ontwikkeling van de Maatschappij            |
| Noord-Jemen                     | 1982 - 1988       | Algemene Volkscongres                                                  |
| Noord-Vietnam                   | 1955 - 1975       | Arbeiderspartij van Vietnam                                            |
| Noorwegen                       | 1942 - 1945       | Nasjonal Samling                                                       |
| Oeganda                         | 1969 - 1971       | Uganda People's Congress                                               |
| Oostenrijk                      | 1934 - 1938       | Vaderlands Front                                                       |
| Ottomaanse Rijk                 | 1913 - 1918       | Comité voor Eenheid en Vooruitgang                                     |
| Paraguay                        | 1947 - 1962       | Coloradopartij                                                         |
| Polen                           | 1948 - 1989       | Poolse Verenigde Arbeiderspartij (PRON)                                |
| Portugal                        | 1930 - 1974       | Nationale Unie                                                         |
| Roemenië                        | 1938 - 1940       | Front voor Nationale Renaissance                                       |
| Roemenië                        | 1940 - 1941       | IJzeren Garde                                                          |
| Roemenië                        | 1948 - 1989       | Roemeense Communistische Partij                                        |
| Rwanda                          | 1965 - 1973       | Parmehutu                                                              |
| Rwanda                          | 1978 - 1991       | Mouvement Révolutionnaire Nationale pour le Dévelopment                |
| San Marino                      | 1926 - 1944       | Partito Fascista Sammarinese/Fascio Repubblicano di San Marino         |
| Sao Tomé en Principe            | 1975 - 1990       | Beweging voor de Bevrijding van Sao Tomé en Principe                   |
| Senegal                         | 1966 - 1974       | Progressieve Unie van Senegal                                          |
| Seychellen                      | 1978 - 1991       | Front Progressiste du Peuple Seychellois                               |
| Sierra Leone                    | 1978 - 1991       | All People's Congress                                                  |
| Slowakije                       | 1939 - 1945       | Slowaakse Volkspartij                                                  |
| Soedan                          | 1971 - 1985       | Soedanese Socialistische Unie                                          |
| Soedan                          | 1998 - 2005       | Nationale Congrespartij                                                |
| Somalië                         | 1976 - 1991       | Somalische Revolutionaire Socialistische Partij                        |
| Sovjet-Unie                     | 1917 - 1991       | Communistische Partij van de Sovjet-Unie                               |
| Spanje                          | 1924 - 1930       | Unión Patriótica Española                                              |
| Spanje                          | 1939 - 1976       | Falange Española                                                       |
| Syrië                           | 1953 - 1954       | Mouvement du liberation arabe                                          |
| Syrië                           | 1963 - 2012       | Ba'ath-partij                                                          |
| Tanganyika/Tanzania             | 1962 - 1977       | Tanganyika African National Union                                      |
| Tannoe-Toeva                    | 1921 - 1944       | Volksrevolutionaire Partij van Toeva                                   |
| Tanzania                        | 1977 - 1992       | Chama Cha Mapinduzi                                                    |
| Togo                            | 1969 - 1991       | Rassemblement du Peuple Togolais                                       |
| Tsjaad                          | 1962 - 1973       | Parti Progressiste Tchadien                                            |
| Tsjaad                          | 1973 - 1975       | Mouvement National pour la Révolution Culturelle et Sociale            |
| Tsjechoslowakije                | 1948 - 1989       | Communistische Partij van Tsjecho-Slowakije (Nationaal Front)          |
| Tunesië                         | 1964 - 1981       | Socialistische Destourpartij                                           |
| Turkmenistan                    | 1992 - 2008       | Turkmeense Democratische Partij                                        |
| Turkije                         | 1923 - 1946       | Republikeinse Volkspartij                                              |
| Verenigde Arabische Republiek   | 1958 - 1962       | Nationale Unie                                                         |
| Zaïre                           | 1970 - 1990       | Mouvement populaire de la Révolution                                   |
| Zambia                          | 1972 - 1990       | United National Independence Party                                     |
| Zanzibar                        | 1964 - 1977       | Afro-Shirazi Partij                                                    |
| Zuid-Jemen                      | 1978 - 1989       | Jemenitische Socialistische Partij                                     |
| Zuid-Jemen                      | 1994              | Jemenitische Socialistische Partij                                     |
| Zuid-Vietnam                    | 1955 - 1963       | Can Lao Partij                                                         |

## Landen met een dominerende partij (in het verleden)
Onvolledige tabel met historische en huidige landen die een dominerende partij kenden of kennen.
| Naam land          | Periode                       | Partij                                                                |
| ------------------ | ----------------------------- | --------------------------------------------------------------------- |
| Afghanistan        | 1990 - 1992                   | Watan Partij (HeW)                                                    |
| Botswana           | 1966 - heden                  | Botswaanse Democratische Partij (BDP)                                 |
| Duitsland: Beieren | 1946 - heden (m.u.v. 1954-58) | Christlich-Soziale Union (CSU)                                        |
| Ethiopië           | 1991 - heden                  | Ethiopisch Volksrevolutionair Democratisch Front/Welvaartspartij      |
| Italië             | 1946 - 1994                   | Democrazia Cristiana (DC)                                             |
| Japan              | 1954 - 1993                   | Liberaal-Democratische Partij van Japan (LDP)                         |
| Mexico             | 1929 - 2000                   | Institutioneel Revolutionaire Partij (PRI)                            |
| Portugal           | 1933 - 1974                   | Nationale Unie                                                        |
| Zimbabwe           | 1987 - 2008                   | Zimbabwaanse Afrikaanse Nationale Unie – Patriottisch Front (ZANU-PF) |
| Zuid-Afrika        | 1948 - 1994                   | Nasionale Party                                                       |